# Formacja Rio do Rastro
Formacja Rio do Rastro (port. Formação Rio do Rastro) – formacja geologiczna składająca się ze skał osadowych, występująca w południowej Brazylii (głównie stany Santa Catarina, Parana i Rio Grande do Sul), w niecce Parany. Jej wiek oceniany jest na późny perm.

## Nazwa
Nazwa formacji pochodzi od pasma górskiego Serra do Rio do Rastro, gdzie skały te zostały odkryte i opisane po raz pierwszy przez amerykańskiego geologa Israela Charlesa Whitea w 1908 r.

## Opis
Formacja Rio do Rastro składa się ze skał osadowych, głównie łupków, mułowców i piaskowców. Skały ilaste były eksploatowane jako surowce ceramiczne.

## Wiek

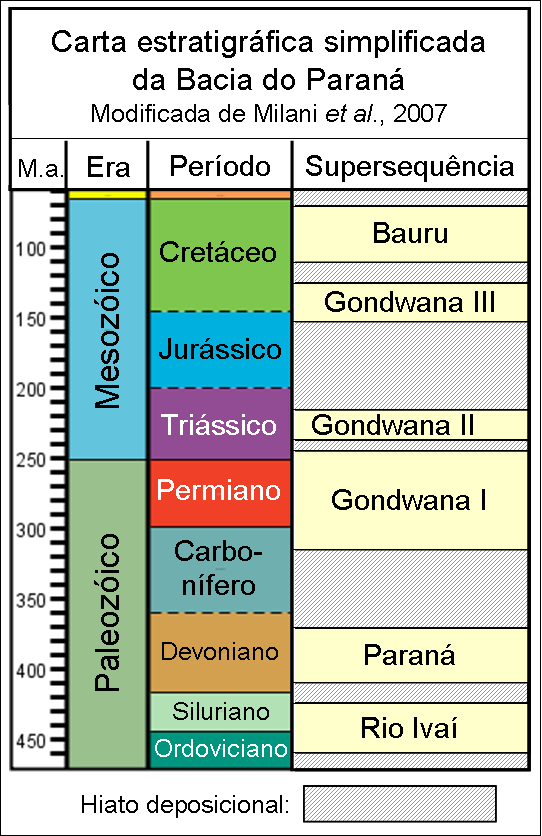
Stratygrafia niecki Parany (Milani, 1997)

Do tej pory nie wykonano żadnych oznaczeń wieku bezwzględnego skał tej formacji. Na podstawie skamieniałości przewodnich określono ich wiek na późny perm.

## Położenie
Powyżej zalega formacja Sanga do Cabral (port. Formação Sanga do Cabral), a poniżej formacja Teresina (port. Formação Teresina).
Milani (1997) określił formację Rio do Rastro jako część supersekwencji Gondwana I (port. Supersequência Gondwana I).

## Geopark
Skały formacji Rio do Rastro występują m.in. w geoparku Paleorrota.